# Elias de Mello Ayres
Elias de Mello Ayres (Capivari, 2 de junho de 1890 — Piracicaba, 10 de junho de 1960) foi um músico, compositor, jornalista e professor brasileiro.

## Biografia
Mello Ayres nasceu em Capivari, filho de um farmacêutico.
Aprendendo música desde criança, aos 14 anos já se destava como regente da banda de música de Rio das Pedras.
Mudou-se para Piracicaba, onde continuou os estudos, e em 1913 casou-se com Maria Amélia de Aguiar. 
Mudou-se para Pirassununga, onde em 1920 assumiu a cadeira de Biologia Educacional na Escola Normal de Pirassununga, até 1936, quando retornou a Piracicaba.
Em Pirassununga, atuou como jornalista no periódico O Semanário, onde apresentou sua veia artística literária.

## Atuação literária
Letrista e poeta, produziu várias obras literárias.

### Letras de hinos
- Hino da cidade de Pirassununga[nota 2]
- Hino do Colégio Assunção
- Hino da Escola Prudente de Moraes
- Hino da escola José Romão

Em parceria com o músico Erotides de Campos, fez a letra de Ave Maria.

### Jornalista
- Colaborou no Jornal de Piracicaba.[3]

## Voluntário constitucionalista
Deixando mulher e filhos, alistou-se para participar no 2º Batalhão Pirassununguense de voluntários constitucionalistas na Revolução Constitucionalista de 1932.

## Homenagens
A Prefeitura de Piracicaba o homenageou dando seu nome à Escola Estadual Elias de Mello Ayres Professor.
As prefeituras de Pirassununga e de Piracicaba nomearam ruas em sua homenagem:
- Rua Professor Mello Ayres - Piracicaba
- Rua Elias de Mello Ayres - Pirassununga.

Seu nome consta como patrono da Cadeira 38 da Academia Piracicabana de Letras.